# ماتياس مورينو
ماتياس مورينو (بالإسبانية: Matías Moreno)‏ هو رسام إسباني، ولد في 7 مارس 1840 في فوينتى ساز دي جاراما في إسبانيا، وتوفي في 8 يوليو 1906 في طليطلة في إسبانيا.